# Microterys imphalensis
Microterys imphalensis är en stekelart som beskrevs av Singh och Hayat 2002. Microterys imphalensis ingår i släktet Microterys och familjen sköldlussteklar. Inga underarter finns listade i Catalogue of Life.